# Kenmore (New York)
Kenmore è un villaggio degli Stati Uniti d'America, situato nello stato di New York, nella contea di Erie.